# William Derek Clayton
Pour les articles homonymes, voir Clayton.
William Derek Clayton, né le 24 juillet 1926 à Londres et mort le 8 septembre 2023, est un botaniste et agrostologue britannique.
Il a poursuivi une carrière scientifique comme taxinomiste des Jardins botaniques royaux de Kew. Il a été notamment à la pointe du développement de la World Grass Flora (base de données en ligne sur les graminées) et de la World Checklist of Monocotyledons.

## Publications
- M.D. Dassanayake, F. Raymond Fosberg, William Eerek Clayton. 1995. A Revised Handbook to the Flora of Ceylon, vol. 9. Éd. Amerind Pub. for the Smithsonian Institution and the National Sci. Found. 482 p.
- William Derek Clayton. 1982. Gramineae, Flora of tropical East Africa 2 (9). Éd. Minister for Overseas Development by the Crown Agents for Oversea Gov. & Administr. 470 p.
- William Derek Clayton. 1975. Chorology of the Genera of Gramineae. Réimpression, 22 p.

## Hommages

### Taxons dédiés à William Derek Clayton
Famille des Poaceae
- Arundoclaytonia Davidse & R.P.Ellis 1987[3].
- Adenochloa claytonii (Renvoize) Zuloaga.
- Festuca claytonii E.B.Alexeev .
- Hyparrhenia claytonii S.M. Phillips.
- Panicum claytonii Renvoize.
- Triodia claytonii Lazarides.

Famille des Orchidaceae
- Stichorkis claytoniana Marg.[4].
- Liparis claytoniana (Marg.) J.M.H.Shaw.